# Jorge Pierozan
Jorge Pierozan (ur. 10 sierpnia 1964 w Vanini) – brazylijski duchowny katolicki, biskup pomocniczy São Paulo w latach 2019-2024, biskup Rio Grande od 2024. 

## Życiorys
Święcenia kapłańskie przyjął 24 maja 1997 i został inkardynowany do archidiecezji São Paulo. Pracował głównie jako duszpasterz parafialny, był także m.in. wikariuszem biskupim.
24 lipca 2019 papież Franciszek mianował go biskupem pomocniczym archidiecezji São Paulo oraz biskupem tytularnym Arena. Sakry udzielił mu 28 września 2019 kardynał Odilo Scherer.
22 czerwca 2024 ten sam papież przeniósł go na urząd biskupa diecezjalnego Rio Grande.